# Говорни аутомат
Говорни аутомати (енгл. Interactive Voice Response) представљају решење рачунарске телефоније које омогућује корисницима да путем телефона гласом или преко телефонске тастатуре приступе великој количини информација или да иницирају одређене радње. Информације које се дају могу бити претходно снимљене или се могу помоћу синтезе говора динамички генерисати. Технологије које се користе у ову сврху могу омогућити двосмерну комуникацију између корисника и аутомата. Овакви системи углавном се користе да би се обезбедила 24 часовна доступност неког сервиса и да би се значајно повећао број опслужених позива.

## Употреба
Говорне аутомате обично користе системи који опслужују велики број позива, желе да редукују трошкове телефонског сервиса и повећају задовољство корисника својих услуга и производа. Примери типичних корисника говорних аутомата су: банке, пошта, аеродроми, аутобуске и железничке станице, здравствене установе итд.
Позивни центри користе говорне аутомате да би лакше идентификовали потребе корисника и на основу тога усмеравају ток разговора, а тиме значајно скраћују просечно време опслуживања и повећавају капацитет центра. Идентификовање потреба позиваоца омогућује да се кориснику брзо и ефикасно понуди услуга на основу његовог захтева тако што ће одабрати једну од понуђених опција као што су нпр: позив на чекању док не буде слободан оператер, избор аутоматизованог сервиса или захтев да буде позван у одређено време и на одређени број телефона и да му се доставе тражене информације. Овако организован сервис омогућује много брже и јефтиније услуживање позивалаца позивних центара.
Говорни аутомати који користе се за ТВ гласање у емисијама као што су Идол, Big Brother, Мењам жену итд спадају у највеће говорне аутомате јер опсулужују веома велики број истовремених позивалаца.